# 佐藤寿保
佐藤 寿保（さとう ひさやす、1959年8月15日 - ）は、日本の映画監督。静岡県静岡市出身。東京工芸大学卒業。

## 経歴
主にピンク映画を量産していた向井寛が主宰の獅子プロダクション出身で、滝田洋二郎らの助監督を務めた。
1985年、映画「狂った触覚（劇愛！ロリータ密猟）」で監督デビューをした。同年ズームアップ映画祭新人監督賞を受賞。以後、サトウトシキ、佐野和宏、瀬々敬久とともに「ピンク四天王」と称される。別名義・幡寿一でも数作品の監督作がある。これは佐藤寿保の監督作は抜けないと成人映画ファンから反感を持たれ、劇場側から一時排斥をされたため。

## 作品

### 映画
- 1978年
  - 銀幕の恋人たち - 18分の短編[4]
- 1980年
  - 明日なき欲望 - 46分の短編[5]
- 1985年
  - 激愛！ロリータ密猟（狂った触覚）[6]- 長編デビュー作
  - SEX乙女隊　獣たちの宴
  - 人妻コレクター
  - OL暴行汚す
- 1986年
  - 制服処女　ザ・えじき
  - エキサイティング・エロ　熱い肌
- 1987年
  - 暴行クライマックス
  - ロリータ・バイブ責め
  - 暴行本番
  - 仮面の誘惑
- 1988年
  - ハードフォーカス　盗聴＜ぬすみぎき＞
  - アブノーマル　陰虐
  - 変態病棟　白衣責め
  - ロリータ恥辱
- 1989年
  - 姉妹連続レイプ　えぐる！
  - 狂った舞踏会
  - 陶酔遊戯
  - 変態病棟　SM診療室
  - 美人レポーター　暴行生中継
  - 半裸本番　女子大生暴行篇
- 1990年
  - 連続レイプ　変態実験
  - 馬と女と犬
  - 手錠暴行魔　いたぶる！
  - スペシャルレッスン　変態性教育
  - OL連続レイプ　巨乳むさぼる
  - 制服盗聴魔　激射・なぶる！
- 1991年
  - レズビアンレイプ　甘い蜜汁
  - 制服私刑　ねじり込め！
  - 未亡人変態地獄
  - 盗撮レポート　陰写！
  - 新妻下半身　わしづかみ
  - 馬小舎の令嬢
- 1992年
  - 本番バイブ　折檻
  - 人間拷問　三段責め
  - 浮気妻　恥辱責め
  - 制服ONANIE　処女の下着
  - SM集団？責め
- 1993年
  - 喪服妻　剃毛縄奴隷
  - （生）盗聴リポート　痴話
  - 快感ONANIE　新妻篇
  - ナマ本番　飲み干す！
  - 痴漢電車　いやらしい行為（※別題：誕生日）※幡寿一名義[7]
- 1994年
  - 人妻変態美容師
  - 痴漢と覗き　婦人科病練
  - いやらしい人妻　濡れる　※幡寿一名義[8]
  - 若奥様　太股びらき
- 1995年
  - すけべ妻　夫の留守に（ラフレシア）
  - 狩人たちの触覚
- 1996年
  - 夢で逢いましょう
  - 女虐/NAKED BLOOD
  - 薮の中
  - 人体模型の夜
- 1998年
  - やわらかい肌 
  - THE FETIST 熱い吐息
- 2001年
  - 人妻の値段 匂いたつ欲情
- 2005年
  - 刺青 SI-SEI（谷崎潤一郎原作）
  - 乱歩地獄・芋虫（江戸川乱歩原作）
- 2010年代
  - 名前のない女たち（中村淳彦原作、2010年）
  - 華魂（2014年）
  - 華魂 幻影（2016年）
  - 眼球の夢（2016年）
  - 可愛い悪魔（2018年）
- 2020年代
  - 火だるま槐多よ（2023年）
  - 「桐島です」（2025年）[9]